# 堤川飛行場
堤川飛行場（チェチョンひこうじょう、朝鮮語: 제천비행장）は、大韓民国忠清北道堤川市にある飛行場である。
1960年代に世記航空が航空便を就航したが、1969年8月22日に金浦 - 堤川間の航空便が墜落する惨事が発生したこともあり、営業が停止されて民間旅客運航が中止された。